# Équipe d'Antigua-et-Barbuda de football
Cet article traite de l'équipe masculine. Pour l'équipe féminine, voir Équipe d'Antigua-et-Barbuda féminine de football.
Maillots
L'équipe d'Antigua-et-Barbuda de football est une sélection des meilleurs joueurs antiguais et barbudiens sous l'égide de la Fédération d'Antigua-et-Barbuda de football.

## Histoire
Le plus haut fait d'armes des Benna Boys reste la place de vice-champion obtenue lors de la Coupe caribéenne des nations 1988 organisée en Martinique. Ils ont aussi atteint le dernier carré du tournoi en 1978, 1983 et 1998.
Même s'ils n'ont jamais participé à une phase finale de Coupe du monde, ils ont atteint le 3e tour préliminaire lors des qualifications pour la Coupe du monde 2014, après avoir sorti Haïti au 2e tour. Ils se sont logiquement inclinés à ce stade des éliminatoires mais arrivent à tenir en échec la Jamaïque à St. John's (0-0).
À l'occasion des éliminatoires de la Coupe du monde 2018, Antigua-et-Barbuda parvient à surmonter une situation compromise, en remontant une défaite initiale à domicile 1-3 face à Sainte-Lucie avant de s'imposer 4-1 au retour. Elle faillit créer la surprise en battant le Guatemala 1-0 (but de Myles Weston) mais s'incline 2-0 au retour ce qui l'empêche d'avancer au tour suivant.
À la fin des années 2000, les Benna Boys enchaînent quatre participations consécutives à la phase finale de la Coupe caribéenne des nations, en 2008, 2010, 2012 (en tant que pays hôte du tournoi) et 2014, sans jamais pouvoir franchir la phase de groupe. Les bons résultats engrangés lors de la campagne de qualification à la Coupe caribéenne 2014 (4 victoires, 1 nul et 1 défaite) permet à Antigua-et-Barbuda d'atteindre son meilleur classement FIFA au mois d'octobre 2014 en se hissant à la 70e place mondiale, la 7e en zone CONCACAF. 
Cependant les Antiguais échouent à se qualifier une cinquième fois d'affilée au tournoi caribéen et sont écartés au 3e tour préliminaire des éliminatoires de la Coupe caribéenne des nations 2017. Privés de disputer les barrages de qualification à la Gold Cup 2017, réservés aux meilleurs seconds dudit tour préliminaire, la Fédération d'Antigua-et-Barbuda décide de déposer un recours auprès de la CONCACAF en raison d'une mauvaise interprétation du règlement de la compétition ayant bénéficié les Haïtiens au détriment des Antiguais. Néanmoins, cette demande est rejetée par la CFU qui confirme la qualification d'Haïti pour les barrages caribéens à la sus-citée Gold Cup.
L'année 2016 se termine par la réception de l'Estonie, en match amical, le 22 novembre 2016, dans le cadre d'une tournée caribéenne de cette dernière. Battus 0-1, il s'agit de la deuxième confrontation des Benna Boys contre un adversaire européen, onze ans après la défaite 0-3 face à la Hongrie, le 18 décembre 2005, à Miami.
Après un an d'inactivité, l'équipe revient en mars 2018 avec un tandem Rolston Williams (directeur technique) / Derrick Edwards (entraîneur-adjoint), afin de disputer une série de matchs amicaux face aux Bermudes et à la Jamaïque. C'est après cette deuxième rencontre que deux officiels du staff des Benna Boys (Derrick Edwards et Danny Benjamin) sont arrêtés à l'aéroport international Norman Manley (Kingston) pour trafic de drogue présumé.
L'équipementier fut successivement Virma de 2000 à 2003, puis Adidas de 2006 à 2011, puis Peak Sport de 2012 à 2016 et Admiral Sportswear (en) depuis 2016.

## Résultats

### Classement FIFA
| Année              | 1993 | 1994 | 1995 | 1996 | 1997 | 1998 | 1999 | 2000 | 2001 | 2002 | 2003 | 2004 | 2005 | 2006 | 2007 | 2008 | 2009 | 2010 | 2011 | 2012 | 2013 | 2014 | 2015 | 2016 | 2017 | 2018 |
| ------------------ | ---- | ---- | ---- | ---- | ---- | ---- | ---- | ---- | ---- | ---- | ---- | ---- | ---- | ---- | ---- | ---- | ---- | ---- | ---- | ---- | ---- | ---- | ---- | ---- | ---- | ---- |
| Classement mondial | 117  | 136  | 137  | 145  | 159  | 137  | 147  | 144  | 157  | 155  | 170  | 153  | 154  | 132  | 151  | 128  | 130  | 106  | 87   | 115  | 145  | 94   | 82   | 93   | 139  | 126  |

### Parcours en Coupe du monde
| Année | Position     |      | Année         | Position |               | Année | Position |
| 1930  | Non inscrite | 1974 | Non qualifiée | 2010     | Non qualifiée |       |          |
| 1934  | Non inscrite | 1978 | Non inscrite  | 2014     | Non qualifiée |       |          |
| 1938  | Non inscrite | 1982 | Non inscrite  | 2018     | Non qualifiée |       |          |
| 1950  | Non inscrite | 1986 | Non qualifiée | 2022     | Non qualifiée |       |          |
| 1954  | Non inscrite | 1990 | Non qualifiée | 2026     | Non qualifiée |       |          |
| 1958  | Non inscrite | 1994 | Non qualifiée | 2030     | À venir       |       |          |
| 1962  | Non inscrite | 1998 | Non qualifiée | 2034     | À venir       |       |          |
| 1966  | Non inscrite | 2002 | Non qualifiée |          |               |       |          |
| 1970  | Non inscrite | 2006 | Non qualifiée |          |               |       |          |

### Parcours en Gold Cup
| Année | Position          |      | Année             | Position |                   | Année | Position          |  | Année | Position |
| 1963  | Non inscrit       | 1989 | Tour préliminaire | 2007     | Tour préliminaire | 2025  | Tour préliminaire |  |       |          |
| 1965  | Non inscrit       | 1991 | Non inscrit       | 2009     | Tour préliminaire |       |                   |  |       |          |
| 1967  | Non inscrit       | 1993 | Tour préliminaire | 2011     | Tour préliminaire |       |                   |  |       |          |
| 1969  | Non inscrit       | 1996 | Tour préliminaire | 2013     | Tour préliminaire |       |                   |  |       |          |
| 1971  | Non inscrit       | 1998 | Tour préliminaire | 2015     | Tour préliminaire |       |                   |  |       |          |
| 1973  | Tour préliminaire | 2000 | Tour préliminaire | 2017     | Tour préliminaire |       |                   |  |       |          |
| 1977  | Non inscrit       | 2002 | Tour préliminaire | 2019     | Tour préliminaire |       |                   |  |       |          |
| 1981  | Non inscrit       | 2003 | Tour préliminaire | 2021     | Tour préliminaire |       |                   |  |       |          |
| 1985  | Tour préliminaire | 2005 | Tour préliminaire | 2023     | Tour préliminaire |       |                   |  |       |          |

### Parcours en Ligue des nations
| Édition   | Ligue | Phase de groupes | Phase de groupes | Phase de groupes | Phase de groupes | Phase de groupes | Phase de groupes | Phase de groupes | Phase finale | Phase finale | Phase finale | Phase finale | Phase finale | Phase finale | Phase finale | Phase finale |
| Édition   | Ligue | Class.           | M                | V                | N                | D                | BM               | BE               | Pays hôte    | Résultat     | M            | V            | N            | D            | BM           | BE           |
| --------- | ----- | ---------------- | ---------------- | ---------------- | ---------------- | ---------------- | ---------------- | ---------------- | ------------ | ------------ | ------------ | ------------ | ------------ | ------------ | ------------ | ------------ |
| 2019-2020 | B     | 3/4              | 6                | 3                | 0                | 3                | 8                | 17               | 2020         | Inéligible   | Inéligible   | Inéligible   | Inéligible   | Inéligible   | Inéligible   | Inéligible   |
| 2022-2023 | B     | 3/4              | 6                | 3                | 0                | 3                | 5                | 7                | 2023         | Inéligible   | Inéligible   | Inéligible   | Inéligible   | Inéligible   | Inéligible   | Inéligible   |
| 2023-2024 | B     | 3/4              | 6                | 1                | 1                | 4                | 9                | 22               | 2024         | Inéligible   | Inéligible   | Inéligible   | Inéligible   | Inéligible   | Inéligible   | Inéligible   |
| 2024-2025 | B     | 4/4              | 6                | 0                | 1                | 5                | 2                | 15               | 2025         | Inéligible   | Inéligible   | Inéligible   | Inéligible   | Inéligible   | Inéligible   | Inéligible   |
| 2026-2027 | C     | /3               | 0                | 0                | 0                | 0                | 0                | 0                | 2027         | Inéligible   | Inéligible   | Inéligible   | Inéligible   | Inéligible   | Inéligible   | Inéligible   |
| Total     | Total | Total            | 24               | 7                | 2                | 15               | 24               | 61               | Total        | Total        | 0            | 0            | 0            | 0            | 0            | 0            |

### Parcours en Coupe caribéenne
- 1978 : 4e place
- 1979 : Tour préliminaire
- 1981 : Non inscrit
- 1983 : 4e place
- 1985 : Tour préliminaire
- 1988 : Deuxième
- 1989 : Tour préliminaire
- 1990 : Tour préliminaire
- 1991 : Non inscrit
- 1992 : 1er tour
- 1993 : Tour préliminaire
- 1994 : Tour préliminaire
- 1995 : 1er tour
- 1996 : Forfait au tour préliminaire
- 1997 : 1er tour
- 1998 : 4e place
- 1999 : Tour préliminaire
- 2001 : Tour préliminaire
- 2005 : Tour préliminaire
- 2007 : 2d tour préliminaire
- 2008 : 1er tour
- 2010 : 1er tour
- 2012 : 1er tour
- 2014 : 1er tour
- 2017 : 3e tour préliminaire

### Palmarès
- Coupe caribéenne des nations:
  - Finaliste en 1988.

## Sélection actuelle

### Appelés récemment
Les joueurs suivants ne font pas partie du dernier groupe appelé mais ont été retenus en équipe nationale lors des 12 derniers mois.
| Pos. | Nom | Date de naissance | Sél. | Buts | Club (au moment de leur dernière convocation) | Dernier appel |
| ---- | --- | ----------------- | ---- | ---- | --------------------------------------------- | ------------- |

## Sélectionneurs
| - Rudi Gutendorf (1976) - Carl Levington (1984) - Philip Fitzroy (1988) - William Lewis (1992) - Shelley Clarke (1992) - William Lewis (1996) - Zoran Vraneš (1998-2000) - Ivor Luke (2000-2001) - Rolston Williams (2004) - Vernon Edwards (2004-2005) | - Derrick Edwards (2005-2008) - Rowan Benjamin (2008-2011) - Tom Curtis (2011-2012) - Rolston Williams (2012-2014) - Piotr Nowak (2015) - Rolston Williams (2015-2018) - Derrick Edwards (2018) - Derrick Edwards (2018) - Michél Mazingu-Dinzey (2019-2020) - Tom Curtis (2021-???) - Mikele Leigertwood (???-2025) - Jacques Passy (depuis 2025) |